# Gustav Eichelberg

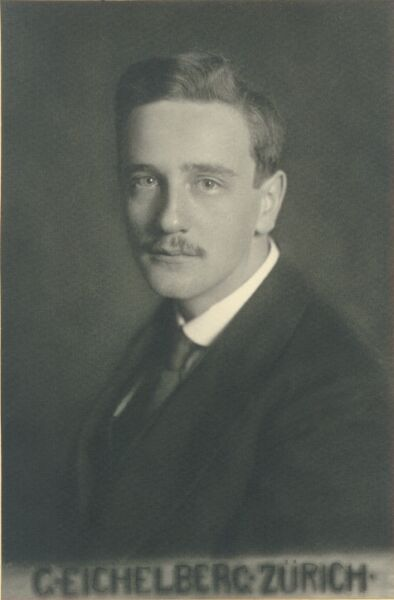
Gustav Eichelberg, 1914

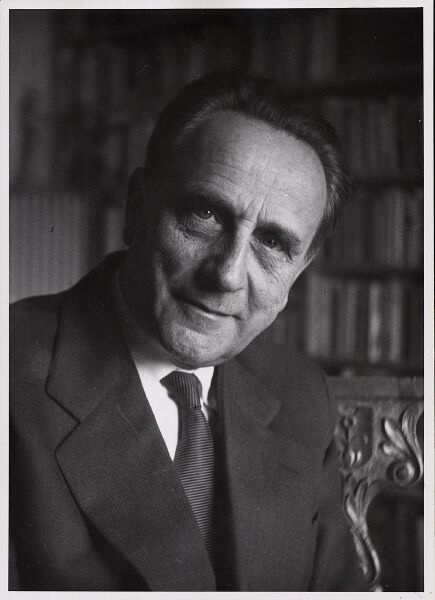
Gustav Eichelberg, 1955

Gustav Eichelberg (* 21. November 1891 in Ensisheim, Elsass; † 6. Februar 1976 in Zürich) war ein deutsch-schweizerischer Maschineningenieur.
Eichelberg studierte bis 1914 Maschinenbau an der ETH Zürich und war anschliessend für kurze Zeit Assistent von Aurel Stodola. 1916 erhielt er eine Anstellung bei der Gebrüder Sulzer AG. In deren Entwicklungsabteilung war er zu Beginn für Dieselmotoren und ab 1920 hauptsächlich für Kältemaschinen verantwortlich. Ab 1921 leitete er die Entwicklungsabteilung. 1922 promovierte er.
1929 wurde Eichelberg als ordentlicher Professor für Thermodynamik und Verbrennungsmotoren und Nachfolger von Stodola an die ETH Zürich berufen. Bis zu seiner Emeritierung 1959 wandte er sich in der Theorie der Entwicklung von Wärmekraftmaschinen erfolgreich der Behandlung konstruktiver Probleme zu. In mehreren Veröffentlichungen und Vorträgen beschäftigte sich Eichelberg auch mit Fragen nach Sinn und Wesen der Technik.

## Werke
- Temperaturverlauf und Wärmespannungen in Verbrennungsmotoren, Dissertation, 1922.
- Technik und Verantwortung : Vortrag, gehalten an der christlichen Studentenkonferenz in Aarau 1932. Sauerländer, Aarau 1932.
- Schicksal Technik. Schweizerische Studiengemeinschaft für europäische Fragen, Zürich 1942.
- Auftrag Technik. Rascher, Zürich 1944.
- Der Mensch und die Technik: 3 Vorträge. Polygraphischer Verlag, Zürich 1953.
- Menschsein im technischen Raum: Abschiedsvorlesung. Polygraphischer Verlag, Zürich 1960.